# Kiecker

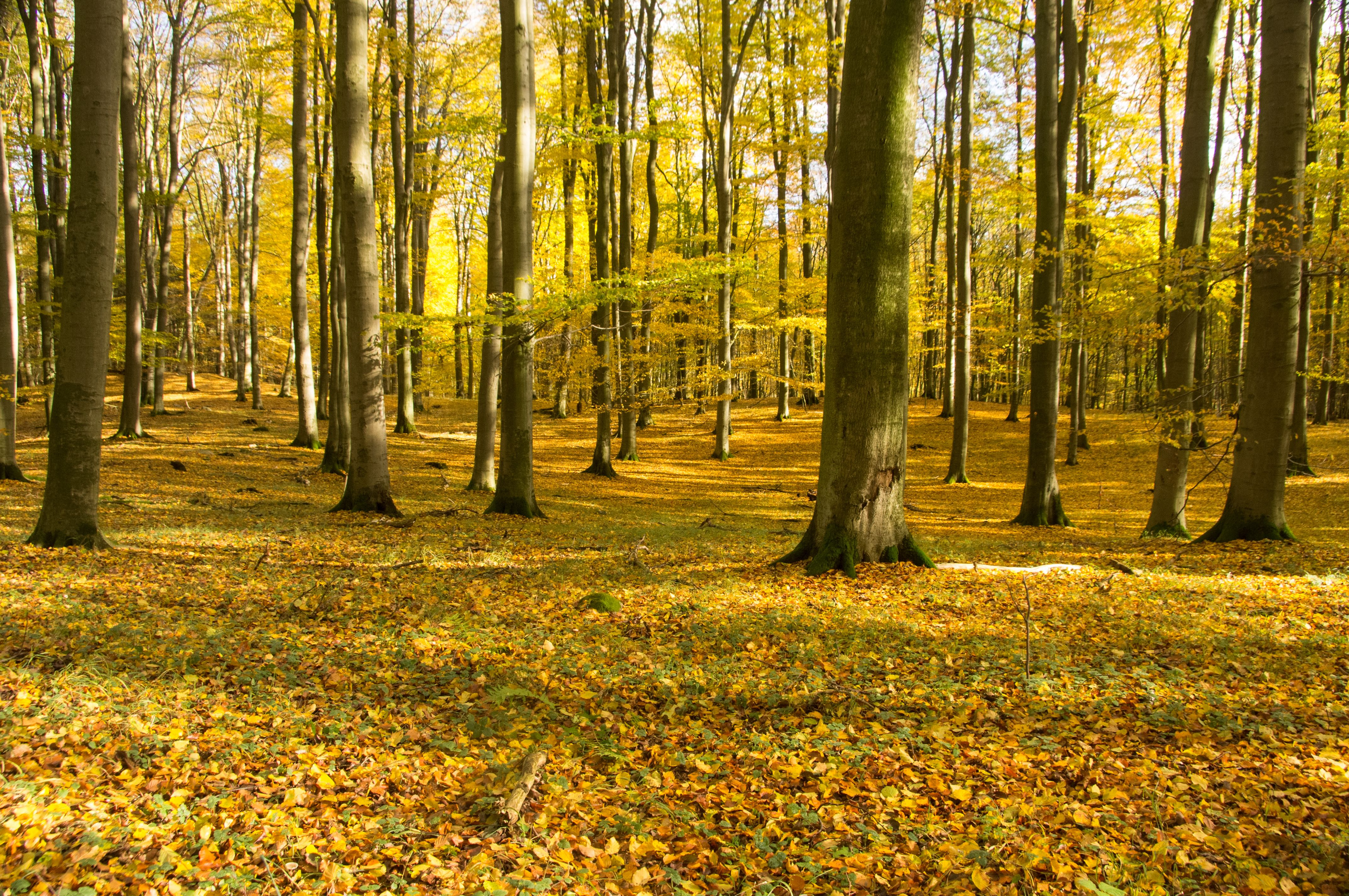
Herbstaspekt des Perlgras-Buchenwaldes im NSG Kiecker (2016)

Kiecker ist ein Naturschutzgebiet im Landkreis Uckermark in Brandenburg. Es liegt südlich von Fürstenwerder, einem Ortsteil der Gemeinde Nordwestuckermark. Das 261 ha große Waldgebiet mit dem 127 Meter hohen Splettberg steht seit dem 30. Juni 1992 unter Naturschutz. Es ist Teil des 897 km² (= 89.700 ha) großen Naturparks Uckermärkische Seen, zu dem insgesamt 15 Naturschutzgebiete gehören.